# كوسوفو هي صربيا

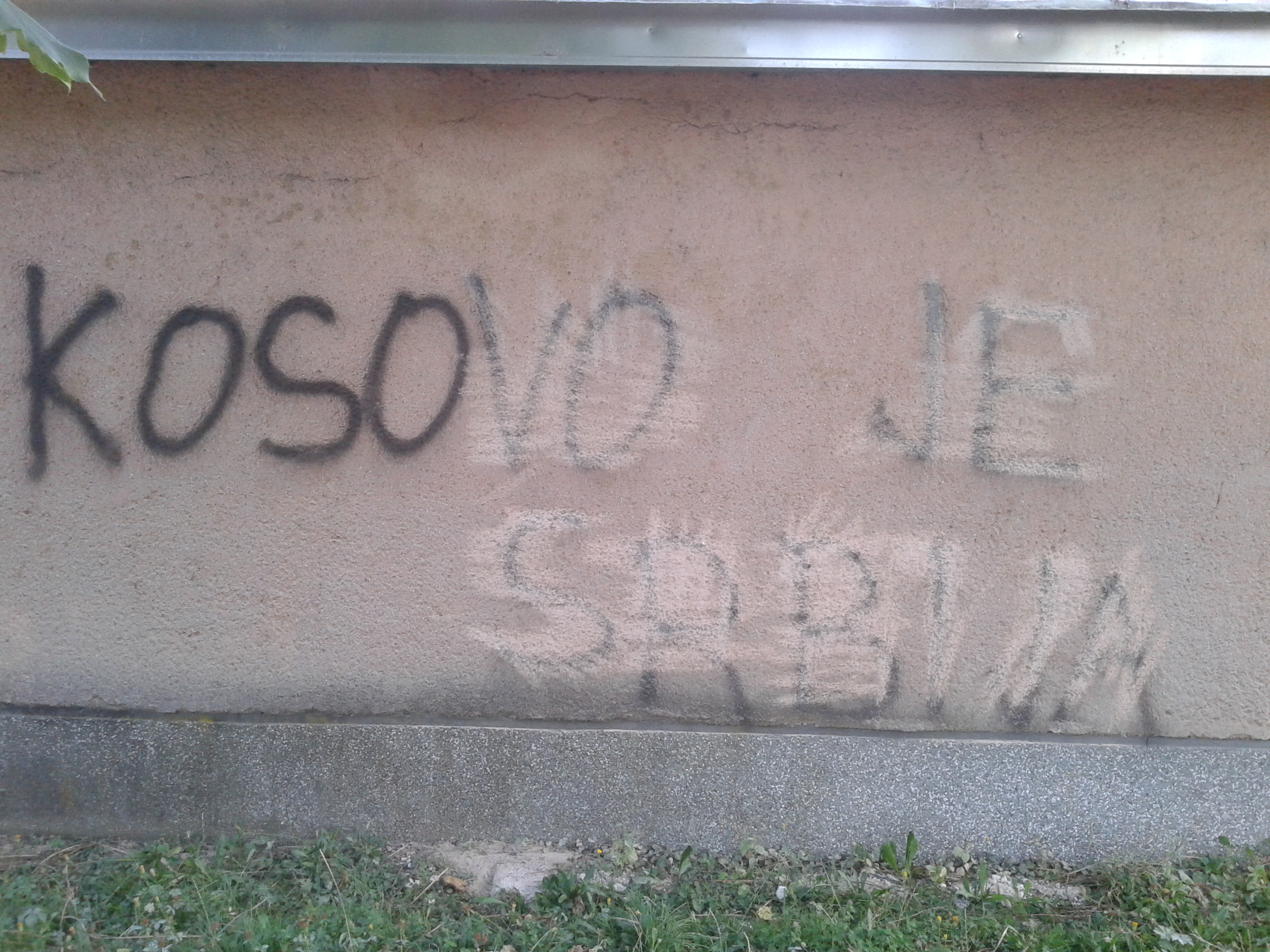
كتابات "كوسوفو هي صربيا" في كراني

«كوسوفو هي صربيا» (بالصربية: Косово је Србија)‏؛ كوسوفو جي سيربيا) هو شعار تم استخدامه في صربيا منذ عام 2004 على الأقل، نشره كرد فعل على إعلان كوسوفو[a] الاستقلال عن صربيا في 17 فبراير 2008. تم استخدام هذا الشعار في سلسلة من الاحتجاجات، ومن قبل الحكومة الصربية. ظهر الشعار على القمصان والرسومات على الجدران ووضعه المتسللون على مواقع المؤسسات في كوسوفو عام 2009. الشعار يستخدمه الصرب في جميع أنحاء العالم. الشعار الذي دعته الحكومة الصربية رسمياً لأول مرة احتجاجاً على القوى الغربية.

## الإحتجاجات

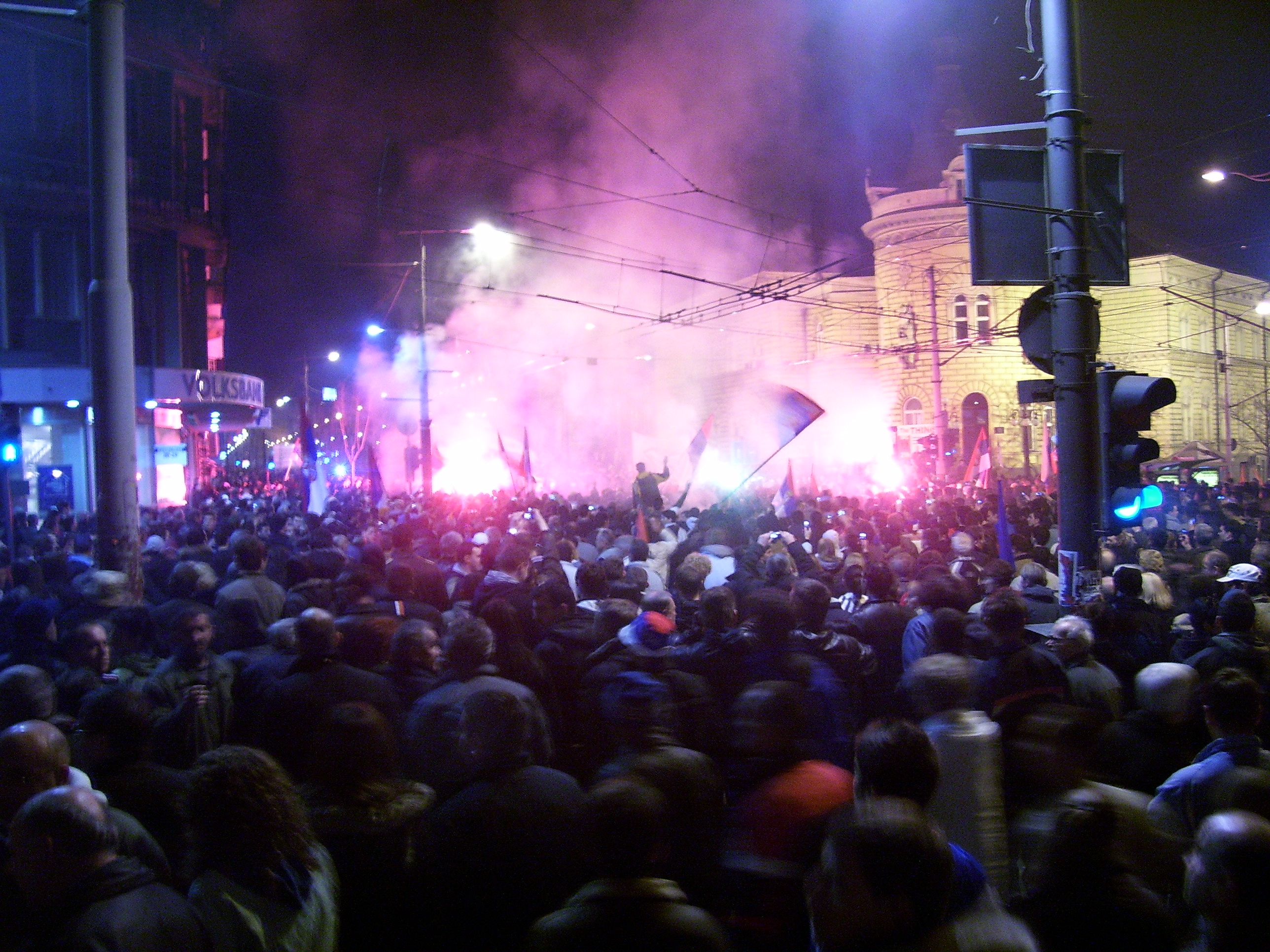
2008 احتجاجات صربيا، عند تقاطع الطريق إلى كاتدرائية سانت سافا في 21 فبراير 2008 في بلغراد

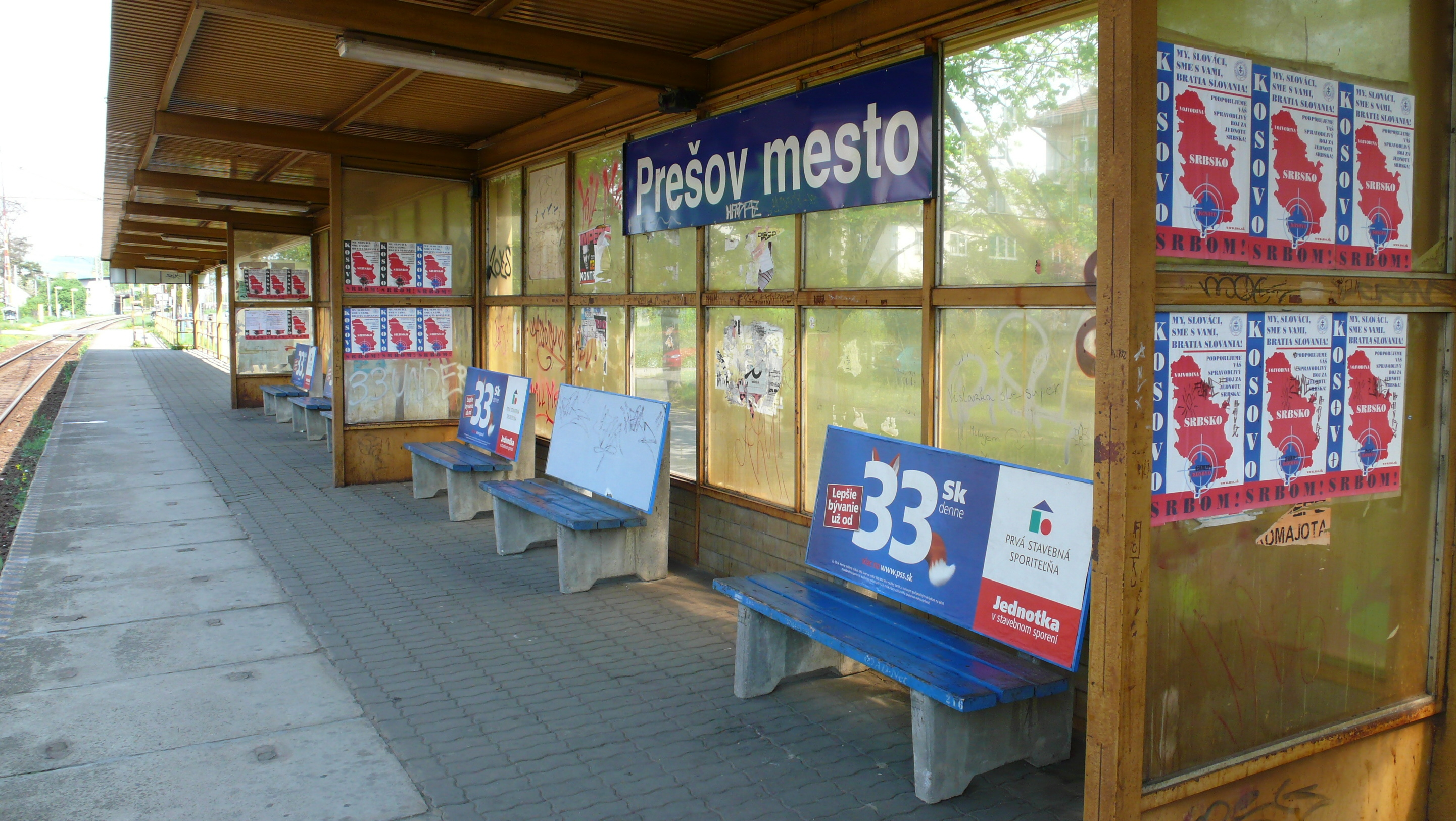
ملصقات تدعم كوسوفو كجزء من صربيا في محطة سكة حديد وسط مدينة بريشوف في سلوفاكيا

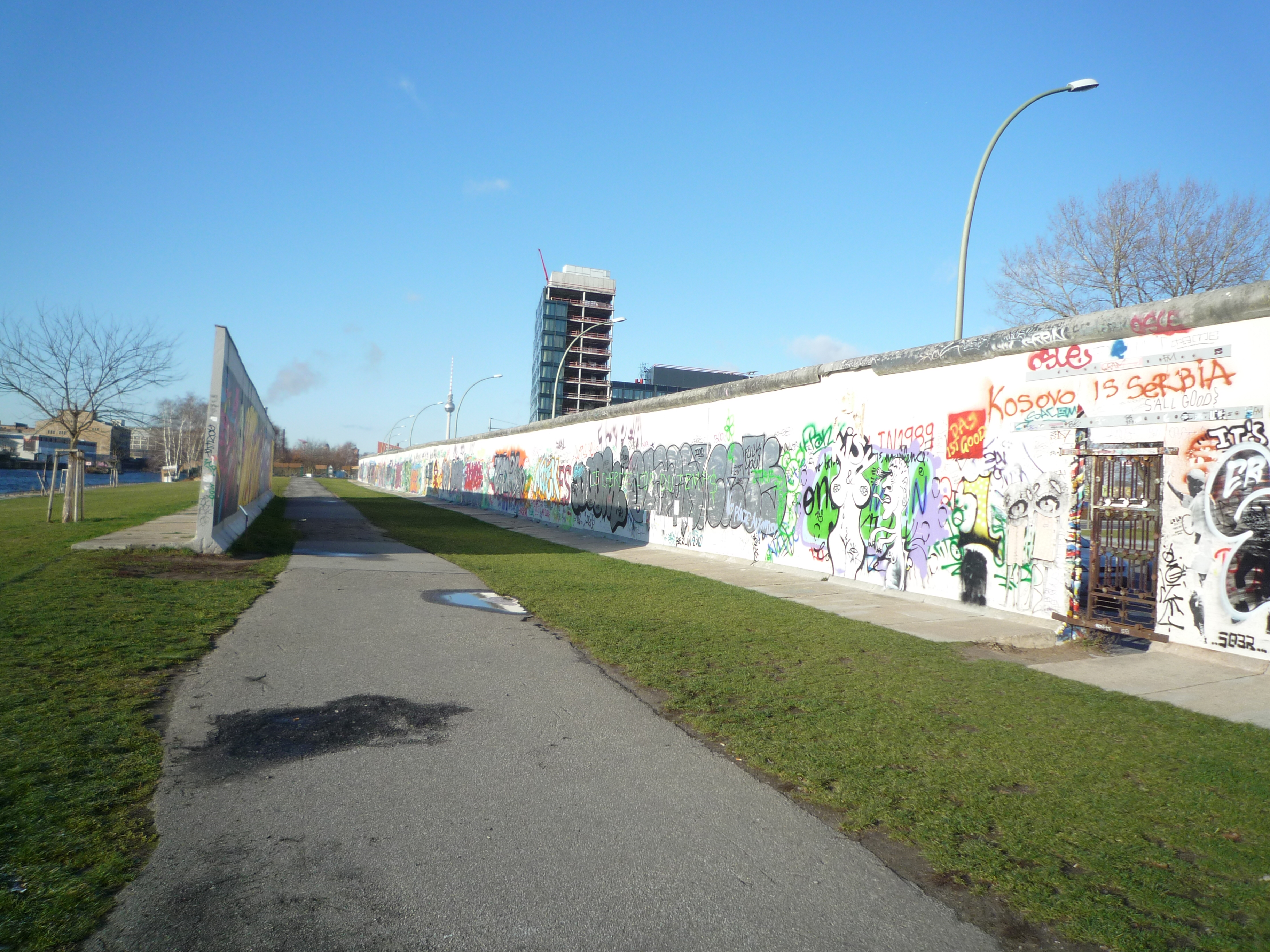
كتابات كوسوفو هي صربيا على جدار برلين

•  نظمت الحكومة الصربية مسيرة كوسوفو هي صربيا في 21 فبراير 2008 في بلغراد أمام البرلمان، بحضور حوالي 200000 ــ 500000 شخص. أضرمت مجموعة صغيرة من المتظاهرين النار في السفارة الأمريكية. كما حدث احتجاج صغير في لندن وتظاهر 5000 متظاهر في ميتروفيتشا الكوسوفية في اليوم التالي. أصيبت شرطة كوسوفو خلال احتجاج قام به 150 من قدامى المحاربين عند معبر حدودي في 25 فبراير.
 • وقعت احتجاجات عنيفة باستخدام هذا الشعار في مونتينيغرو بعد اعتراف الحكومة باستقلال كوسوفو في أكتوبر 2008.

## استخدام الشعار من قبل مشاهير
• في مارس 2008، فاز السباح الصربي المولود في أمريكا ميلوراد شافيتش بالبطولة الأوروبية في سباق 50 متر فراشة، محققًا الرقم القياسي الأوروبي الجديد، وهي نتيجة تم إلغاؤها لفترة وجيزة عندما قام الاتحاد الأوروبي للسباحة (LEN) باستبعاد السباح لارتدائه قميصًا في حفل الميداليات الذي كتب عليه «كوسوفو هي صربيا» باللغة السيريلية.
 • استخدم لاعب التنس الصربي نوفاك ديوكوفيتش هذه العبارة.

## الحملة الإعلامية الصربية
التضامن - كوسوفو هي صربيا (بالصربية: Солидарност - Косово је Србија)‏ هي حملة إعلامية في صربيا أطلقها بيتار بيتكوفيتش في الأشهر الأخيرة من المفاوضات حول كوسوفو وتم تنظيمها بمشاركة 25 شخصية عامة صربية بارزة، من بينهم: سيرجي تريفونوفيتش، دراغان يوفانوفيتش، وأمير كوستوريكا.
في عام 2000، تم اختراق أكثر من 50 موقعًا، بما في ذلك مواقع أديداس ومانشستر يونايتد، مع رسالة كوسوفو هي صربيا.

## ردود الفعل
وعلق المؤرخان نويل مالكولم وأندريا آر ناجي على الشعار. ادعى مالكولم أن كوسوفو لم تكن «مهد» صربيا حيث احتلها الصرب بعد قرون فقط من غزوهم البلقان وذلك لمدة 250 عامًا فقط قبل الغرو العثماني. تم تحرير كوسوفو من قبل مملكة صربيا في عام 1912 وأصبحت جزءًا من يوغوسلافيا في عام 1918. تقول أندريا ناجي إن «هذا الشعار صحيح إلى حد ما»، لكنه يشير إلى أن كوسوفو كانت تدار من قبل صربيا لفترة قصيرة فقط.

## الملاحظات والمراجع
| أ. | ^كوسوفو هي موضوع نزاع إقليمي بين جمهورية كوسوفو وجمهورية صربيا. وقد أعلنت جمهورية كوسوفو الاستقلال من جانب واحد في 17 فبراير 2008، ومع ذلك استمرت صربيا في المطالبة كجزء من أراضيها السيادية الخاصة. ثم بدأت الحكومتان في تطبيع العلاقات في عام 2013 كجزء من اتفاقية بروكسل. وقد تم الإعتراف بكوسوفو كدولة مستقلة من قبل 108 عضو من أعضاء الأمم المتحدة من أصل 193 عضو. |

1. ↑  "Protest u organizaciji Vlade Srbije". B92 (بكرواتية صربيا). 19 Mar 2004. Archived from the original on 2020-10-22. Retrieved 2010-01-24.
2. ↑  "Pomozite Srbima!". Glas Javnosti (بكرواتية صربيا). 19 Mar 2004. Archived from the original on 2020-10-19. Retrieved 2010-01-24.
3. ↑  Spaić, Tamara (22 Feb 2008). "Kosovski zavet". Blic (بكرواتية صربيا). Archived from the original on 2015-09-24. Retrieved 2010-01-24.
4. ↑  Zimonjic، Vesna Peric (18 ديسمبر 2007). "Too Late, Billboards Show a Way". Inter Press Service. مؤرشف من الأصل في 2008-02-26. اطلع عليه بتاريخ 2010-01-24.
5. ↑  Demolli, Lulzim; Translated by Nerimane Kamberi (12 Oct 2009). "Kosovo : la guerre des hackers serbes et albanais fait rage sur le net". Le Courrier des Balkans (بالفرنسية). Archived from the original on 2014-03-27. Retrieved 2010-01-24.
6. ↑  Alexander, J.; Bartmanski, D.; Giesen, B.; Bartma?ski, Dominik (2012). Iconic Power: Materiality and Meaning in Social Life (بالإنجليزية). Springer. p. 133. ISBN:978-1-137-01286-9. Archived from the original on 2021-01-22. Retrieved 2020-01-01.
7. 1 2  Tran، Mark (22 فبراير 2008). "Police in standoff with Serb demonstrators over Kosovo". The Guardian. مؤرشف من الأصل في 2019-08-14. اطلع عليه بتاريخ 2010-01-24.
8. ↑  "Massive Kosovo rally held in Belgrade". B92. 22 فبراير 2008. مؤرشف من الأصل في 2012-11-04. اطلع عليه بتاريخ 2010-01-24.
9. ↑  Purvis، Andrew (22 فبراير 2008). "US-Serb Tension Mounts Over Kosovo". Time. مؤرشف من الأصل في 2013-08-22. اطلع عليه بتاريخ 2010-01-24.
10. ↑  Wilkinson، Tracy (23 فبراير 2008). "Kosovo fallout seen as dire". Los Angeles Times. مؤرشف من الأصل في 2017-06-21. اطلع عليه بتاريخ 2010-01-24.
11. ↑  Cole، Matt (23 فبراير 2008). "Kosovo protest passes off peacefully". BBC News. مؤرشف من الأصل في 2017-08-20. اطلع عليه بتاريخ 2010-01-24.
12. ↑  Tran، Mark؛ Allegra Stratton and agencies (25 فبراير 2008). "Kosovo police injured in Serb protest". The Guardian. مؤرشف من الأصل في 2019-08-14. اطلع عليه بتاريخ 2010-01-24.
13. ↑  Howarth، Angus (14 أكتوبر 2008). "Pro-Serbia protests rock Montenegro". The Scotsman. مؤرشف من الأصل في 2011-06-17. اطلع عليه بتاريخ 2010-01-24.
14. ↑  Parr، Derek (21 مارس 2008). "Swimming champion Cavic banned over t-shirt slogan". Reuters. مؤرشف من الأصل في 2021-01-22. اطلع عليه بتاريخ 2010-01-24.
15. ↑  Novak Djokovic at the "Kosovo is Serbia" protest Belgrade - YouTube نسخة محفوظة 30 يناير 2021 على موقع واي باك مشين.
16. ↑  Martinović، Iva (12 نوفمبر 2007). "Kampanja za Kosovo, zvuci 90-ih". Radio Free Europe. مؤرشف من الأصل في 2014-11-13. اطلع عليه بتاريخ 2010-01-24.
17. ↑  "Да ли нам је заиста свеједно". Politika (بكرواتية صربيا). Archived from the original on 2020-11-29. Retrieved 2017-01-13.
18. ↑  Karatzogianni, Athina (2006). The Politics of Cyberconflict (بالإنجليزية). Routledge. p. 154. ISBN:978-1-134-15425-8. Archived from the original on 2021-01-22. Retrieved 2020-01-01.
19. ↑  Malcolm، Noel (26 فبراير 2008). "Is Kosovo Serbia? We ask a historian". The Guardian. مؤرشف من الأصل في 2020-12-21. اطلع عليه بتاريخ 2010-01-24.
20. ↑  "Kosovo je Serbia". Yale School of Management. مؤرشف من الأصل في 2010-06-11. اطلع عليه بتاريخ 2010-01-24.

## إنظر أيضا
• احتجاجات 2008 ضد إعلان استقلال كوسوفو